# Alter Braunschweiger Bahnhof

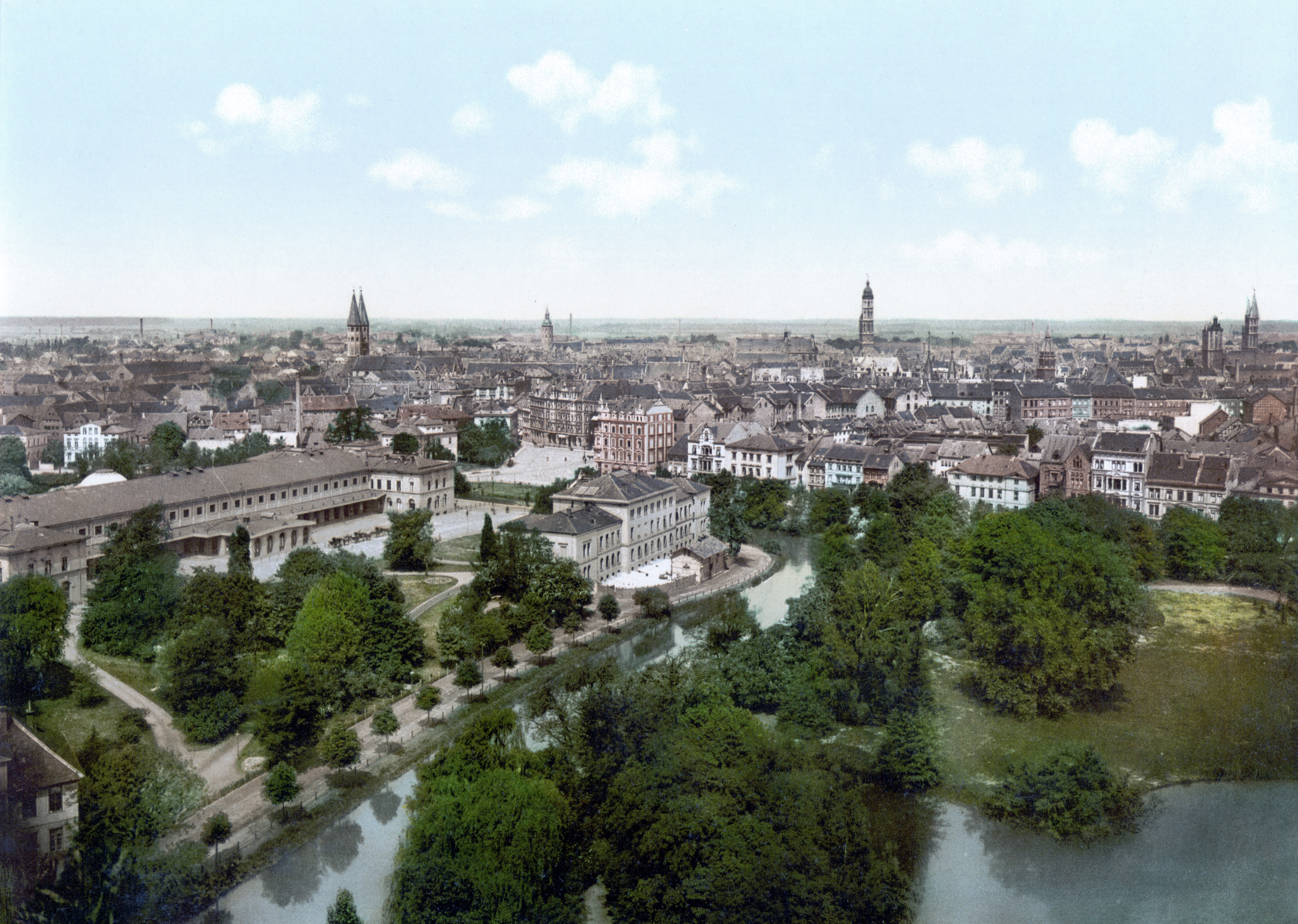
Hauptbahnhof aus südöstlicher Richtung um 1890

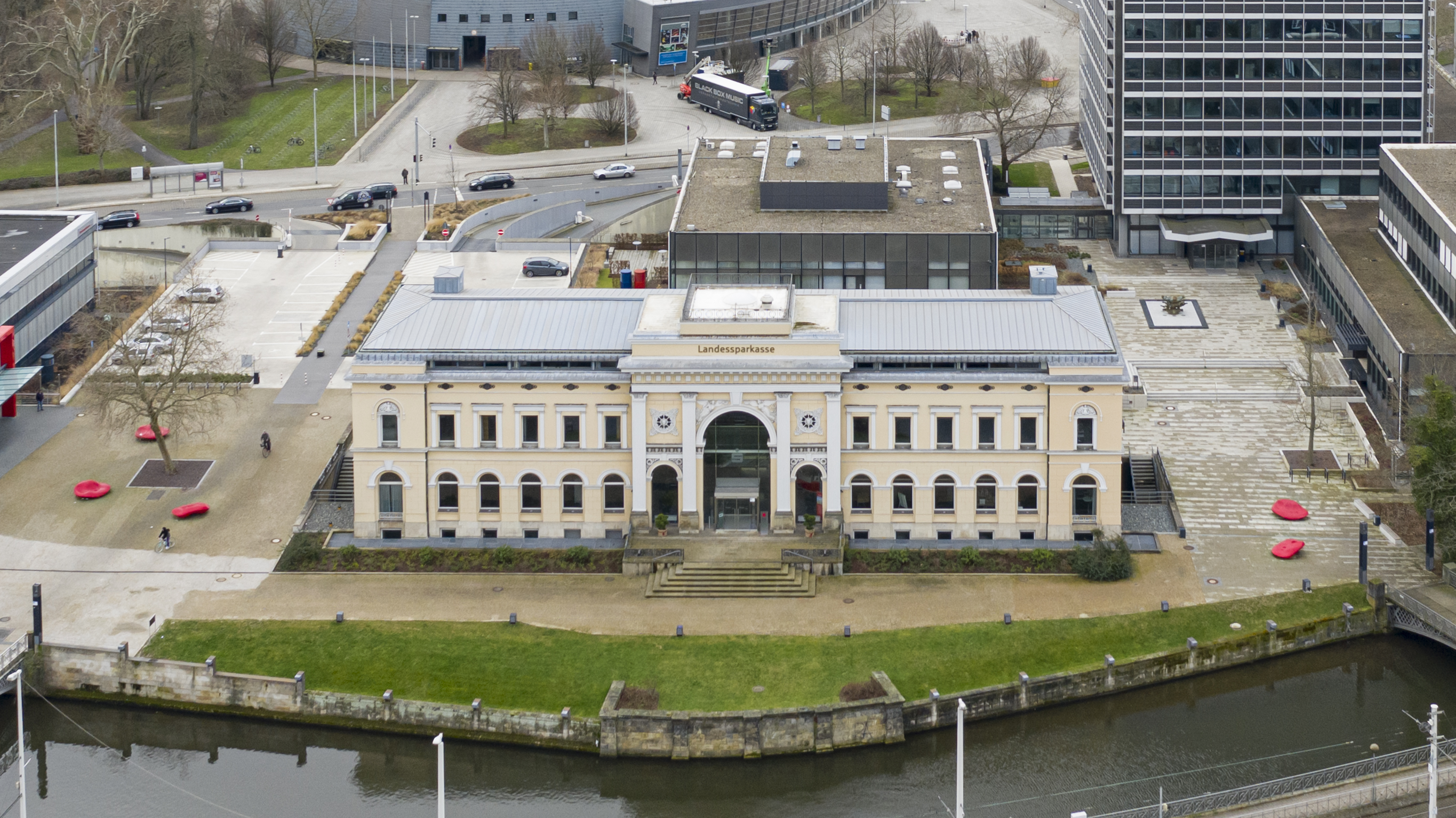
Direktionsgebäude der Braunschweigischen Landessparkasse im Jahre 2005

Der alte Braunschweiger Bahnhof war ein Kopfbahnhof, der ab 1838 als zentraler Bahnhof der Stadt Braunschweig diente. 1960 wurde er durch den neuen Hauptbahnhof als Durchgangsbahnhof im Südosten der Stadt ersetzt.
Das erste von Carl Theodor Ottmer entworfene und 1838 gebaute Empfangsgebäude wurde wegen des stark angewachsenen Verkehrsaufkommens schon 1843 abgerissen. Ottmer entwarf ein neues spätklassizistisches Empfangsgebäude, das von 1843 bis 1845 errichtet wurde und im Zweiten Weltkrieg weitestgehend zerstört wurde. Nach der Schließung des Bahnhofs 1960 entwarf der Architekt Hannes Westermann unter Erhalt der Nordfassade einen Neubau, der als Direktionsgebäude der Braunschweigischen Landessparkasse genutzt wird.

## Geschichte

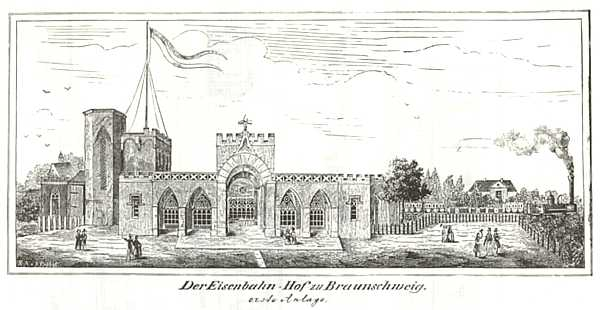
Erstes Empfangsgebäude aus dem Jahre 1838

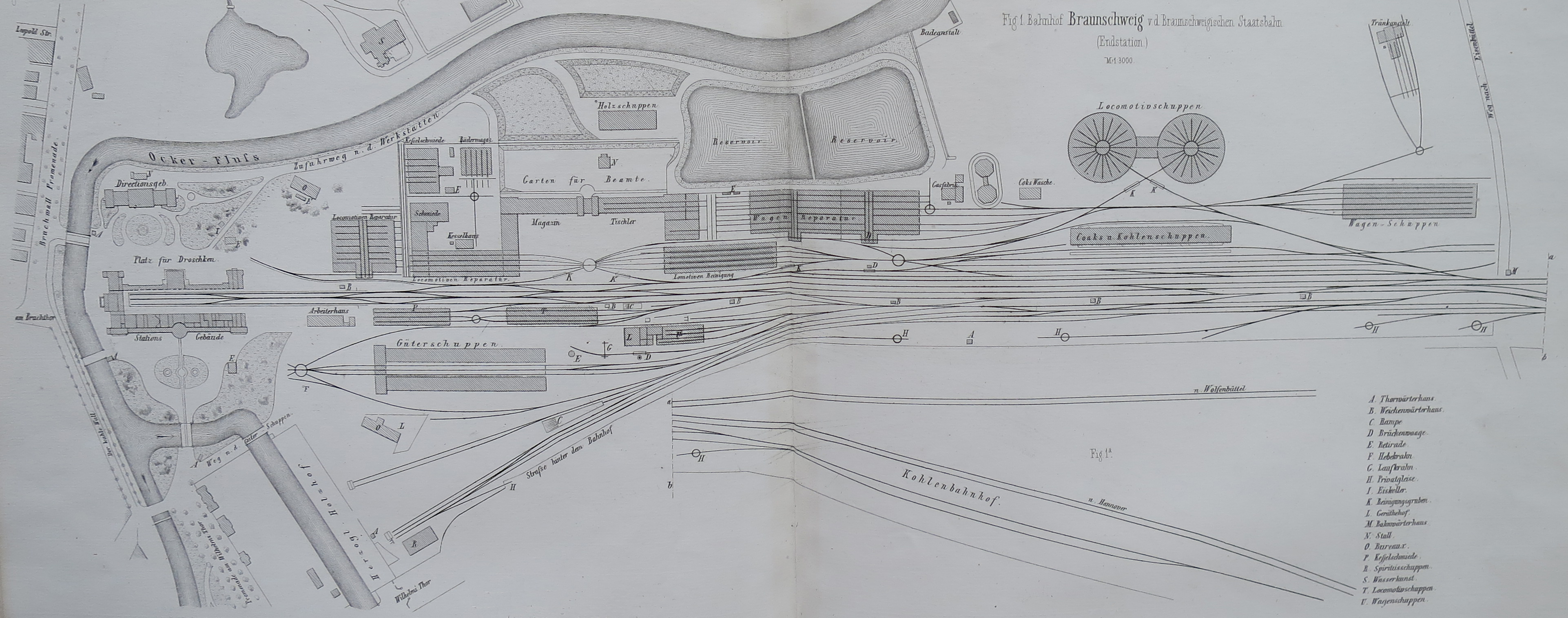
Gleisplan 1870

Der Bahnhof wurde auf einer Halbinsel, der Küsters Insel, südlich der Altstadt angelegt. Küsters Insel war umgeben von der Oker, dem Westlichen Umflutgraben und dem Neustadtmühlengraben. 1870 wurde der Westliche Umflutgraben südlich vom Bahnhof kanalisiert und umgeleitet, wodurch er nicht mehr von allen Seiten mit Wasser umgeben war.
Das ursprüngliche Bahnhofsgebäude wurde vom Braunschweigischen Hofbaurat Carl Theodor Ottmer im gotischen Stil für die Herzoglich Braunschweigische Staatseisenbahn entworfen und 1838 erbaut. Der Bahnhof wurde zusammen mit der Bahnstrecke Braunschweig–Bad Harzburg – der ersten deutschen Staatseisenbahn überhaupt – am 1. Dezember 1838 in Betrieb genommen.
Wie aus Stadtplänen ersichtlich, war die Anlage als Durchgangsbahnhof konzipiert, obwohl der Braunschweiger Bahnhof das Ende der Eisenbahnstrecke darstellte. Jedoch wäre schon damals eine Fortführung der Gleise nicht möglich gewesen, da sich an deren Ende mehrere Okerarme und die Braunschweiger Altstadt befanden. Den dafür charakteristischen Kopfbau gab es noch nicht, das Gleis endete an einer Drehscheibe, über die Wagen und Lokomotiven in die einzelnen Wagenschuppen dirigiert werden konnten.
Das in neogotischem Stil gehaltene Gebäude selber ist im Wesentlichen nur durch eine einzige Ansicht – in mehreren Varianten – überliefert und zeigte eine offene, gewölbte Eingangshalle mit erhöhtem Mittelbau.
Das 1838 errichtete Gebäude existierte nur wenige Jahre und wurde wegen des stark angewachsenen Verkehrsaufkommens schon 1843 beseitigt.

### Neues Bahnhofsgebäude

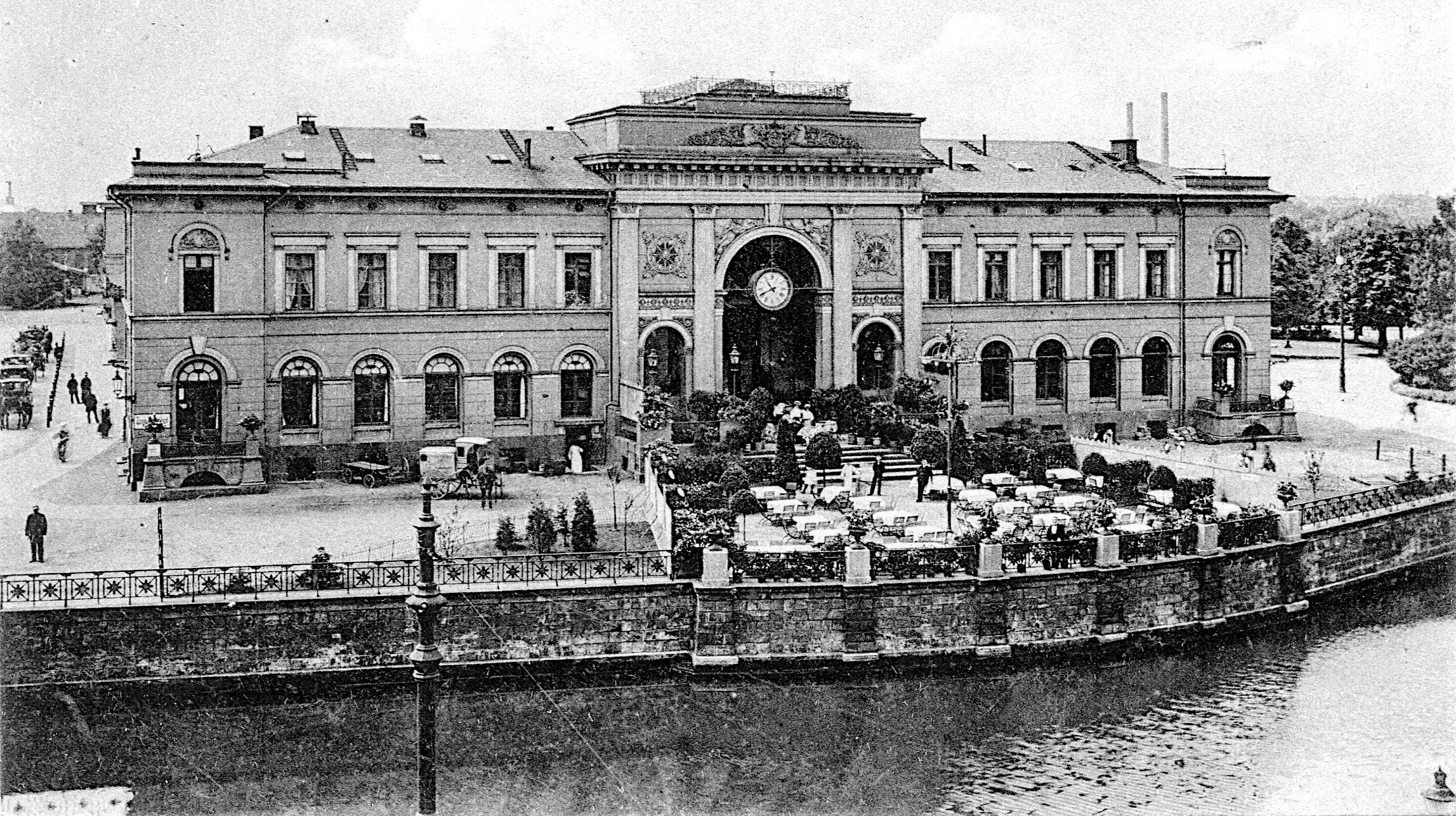
Alter Braunschweiger Bahnhof: Empfangsgebäude ungefähr 1910

Der Erstbau wurde 1845 durch einen Neubau ersetzt, der ebenfalls von Ottmer stammte. Dieser Neubau war im Gegensatz zum ersten Bahnhofsgebäude als Kopfbahnhof konzipiert und im klassizistischen Stil gehalten.
Neben einer Halle, in die mehrere Gleise hineinführten, gab es einen zur Stadt hin orientierten Kopfbau, dessen Fassade sich mit ihrem Triumphbogen-Motiv an das Eosanderportal des Berliner Stadtschlosses anlehnt. Der Kopfbau fungierte allerdings nicht als Gleishalle, sondern enthielt den Restaurations-Bereich nebst Wartesälen.
Der Zugang zu den Gleisen erfolgte von den Flankenseiten des Hallengebäudes, wobei zwischen der Abfahrts- und der Ankunftsseite unterschieden wurde. Die Abfahrtsseite an der Südflanke wies in der Mitte einen zur Hälfte in die Loggia vor der Halle eingebundenen Monopteros auf, der dem Aachener Elisenbrunnen nachempfunden war.
Ottmer verband bei seinem Entwurf für den zweiten Braunschweiger Bahnhof also sehr unterschiedliche Vorbilder. Damit setzt sich sein Bahnhofsentwurf von den Kopfbahnhof-Entwürfen seiner Zeitgenossen deutlich ab.
Auch dieser Neubau erwies sich schon bald dem steigenden Verkehrsaufkommen des beginnenden Industriezeitalters nicht mehr gewachsen, so dass die Gleishalle mehrfach erweitert werden musste. Das Bahnhofsgebäude selber wurde dabei aber kaum verändert. Am Ende des 19. Jahrhunderts erhöhte man die Zahl der Gleise in der Bahnhofshalle.
Letztendlich genügte auch die Bahnhofshalle nicht mehr den Anforderungen und die Bahnsteige wurden nach draußen verlegt. Die Bahnhofshalle wurde zum Wartesaal.
Während des Zweiten Weltkrieges wurde der Bahnhof mehrfach schwer durch die zahlreichen Luftangriffe auf Braunschweig (v. a. 1944) in Mitleidenschaft gezogen. Der Betrieb war dadurch zeitweise erheblich beeinträchtigt. 
Am 12. April 1945 wurde die Stadt Braunschweig an US-Truppen übergeben und von diesen besetzt. 
Am 7. Mai 1945 wurde ein beschränkter Eisenbahnverkehr für Personen wiederaufgenommen. Um den 1. Juni 1945 wurde er erheblich erweitert (bis Peine, Holzminden, Oebisfelde, Oschersleben, Helmstedt und Harzburg).

### Ersatz durch den neuen Hauptbahnhof
Bereits 1870 bestanden Pläne, den Bahnhof in Braunschweig an den heutigen Berliner Platz zu verlegen. Wegen des Krieges geriet der Plan jedoch erst spät zur Ausführung. Der alte Kopfbahnhof genügte vor allem im Fracht- und Postverkehr nicht mehr den Anforderungen. Auch die Lage als Kopfbahnhof und das damit einhergehende zeitraubende Wechseln der Lokomotiven war nicht mehr zeitgemäß. Daher wurde der alte Bahnhof durch den neuen Hauptbahnhof ersetzt, der am 1. Oktober 1960 eingeweiht wurde.
Die Ruine des Kopfbaus des alten Bahnhofs wurde von der Braunschweigischen Staatsbank (heute Braunschweigische Landessparkasse) erworben. Mit Erhaltung der Nordfassade wurde vom Architekten Hannes Westermann ein Neubau errichtet, der der Bank seit 1966 als Direktionsgebäude dient.